# 桑比拉努河
13°37′02″S 48°20′01″E / 13.61722°S 48.33361°E

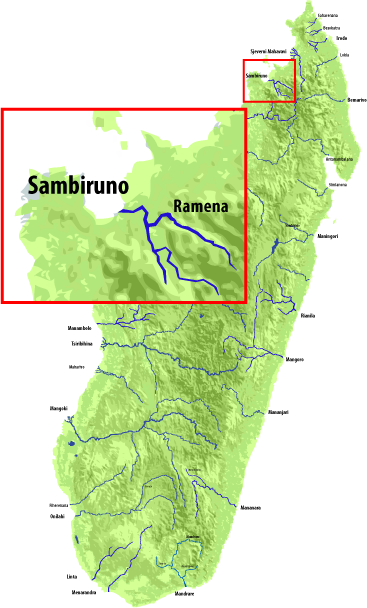

桑比拉努河，是馬達加斯加的河流，位於該國北部，由第亞那區負責管轄，河道全長124公里，流域面積2,800平方公里，該河流最終注入印度洋。